# Rho Ursae Majoris
Rho Ursae Majoris (8 Ursae Majoris) é uma estrela na direção da constelação de Ursa Major. Possui uma ascensão reta de 09h 02m 32.73s e uma declinação de +67° 37′ 46.5″. Sua magnitude aparente é igual a 4.74. Considerando sua distância de 287 anos-luz em relação à Terra, sua magnitude absoluta é igual a 0.01. Pertence à classe espectral M3III.